# Kronstadt

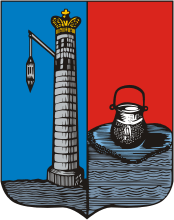
Escut

Kronstadt (en rus Кроншта́дт, Kronxtadt, nom que deriva de l'alemany Krone (corona) i Stadt (ciutat); en finès s'anomena Retusaari) és una ciutat del districte de Kronstadtski de Sant Petersburg, a Rússia. Està situada a l'illa Kotlin, a 30 km de la ciutat de Sant Petersburg, prop del golf de Finlàndia. L'any 2010 tenia 42.999 habitants.
És el principal port de mar de Sant Petersburg. L'any 1921 hi va tenir lloc la Rebel·lió de Kronstadt.
A Kronstadt es troba la Comandància General de l'Armada de la Federació Russa i la base general de la flota russa del Bàltic, a causa de l'estratègica ubicació geogràfica d'aquesta localitat, que permet defensar la ciutat de Sant Petersburg.
El centre històric de Kronsdtadt i les seves fortificacions són part del Patrimoni de la Humanitat segons la UNESCO.
Kronstadt ha estat lloc de pelegrinatge dels cristians de l'Església Ortodoxa en record de Sant Joan de Kronstadt. Des de Sant Petersburg parteixen cap a Kronstadt autobusos i vaixells turístics.

## Història

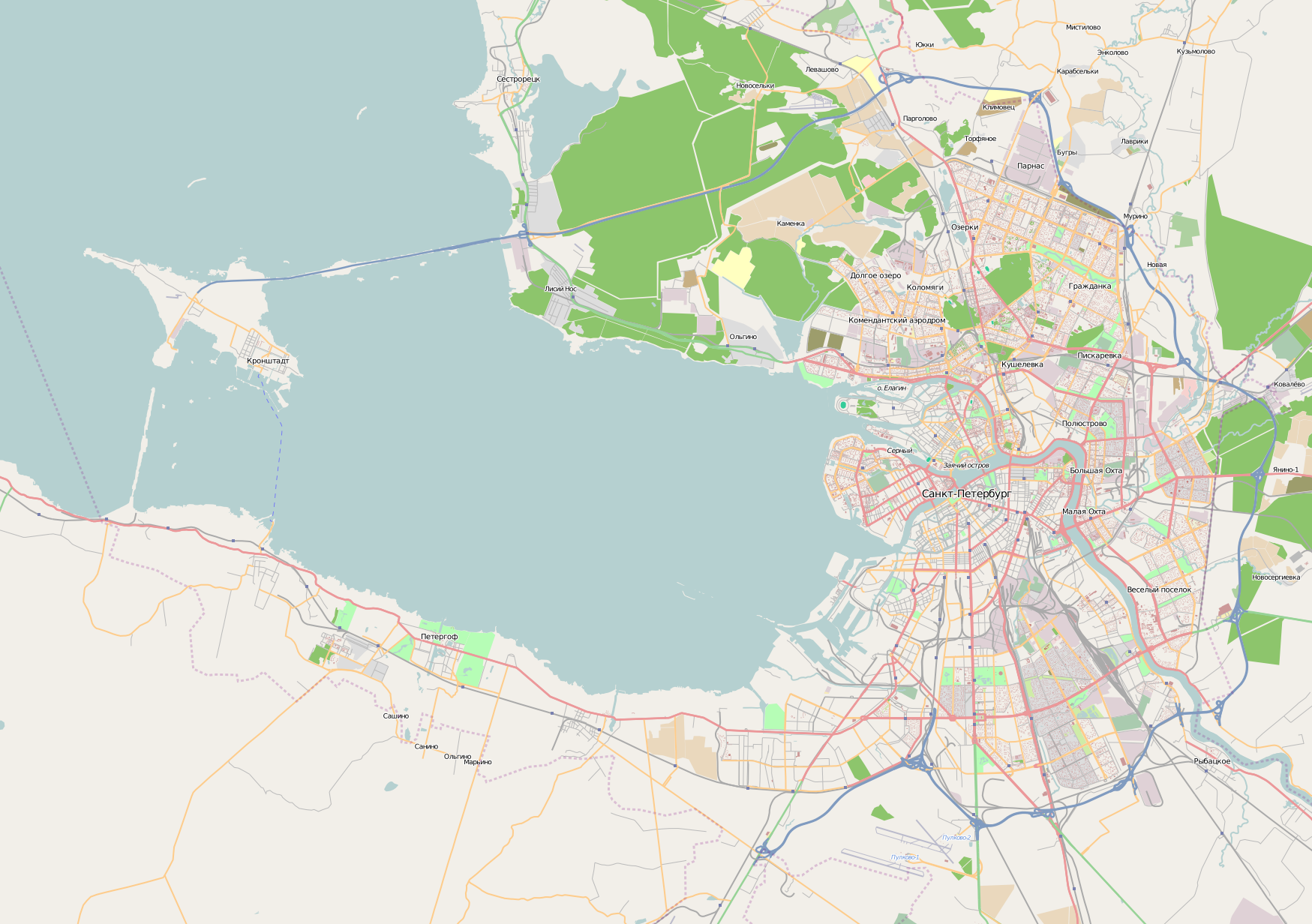
Mapa de la Badia de Kronstadt

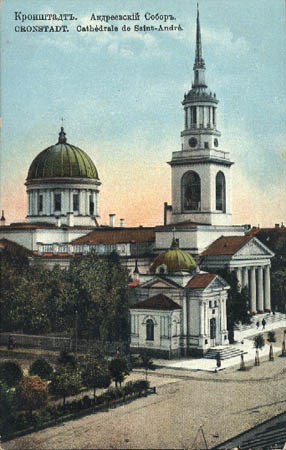
Catedral de Sant Andreu (1817-1932), va ser destruïda el 1932.

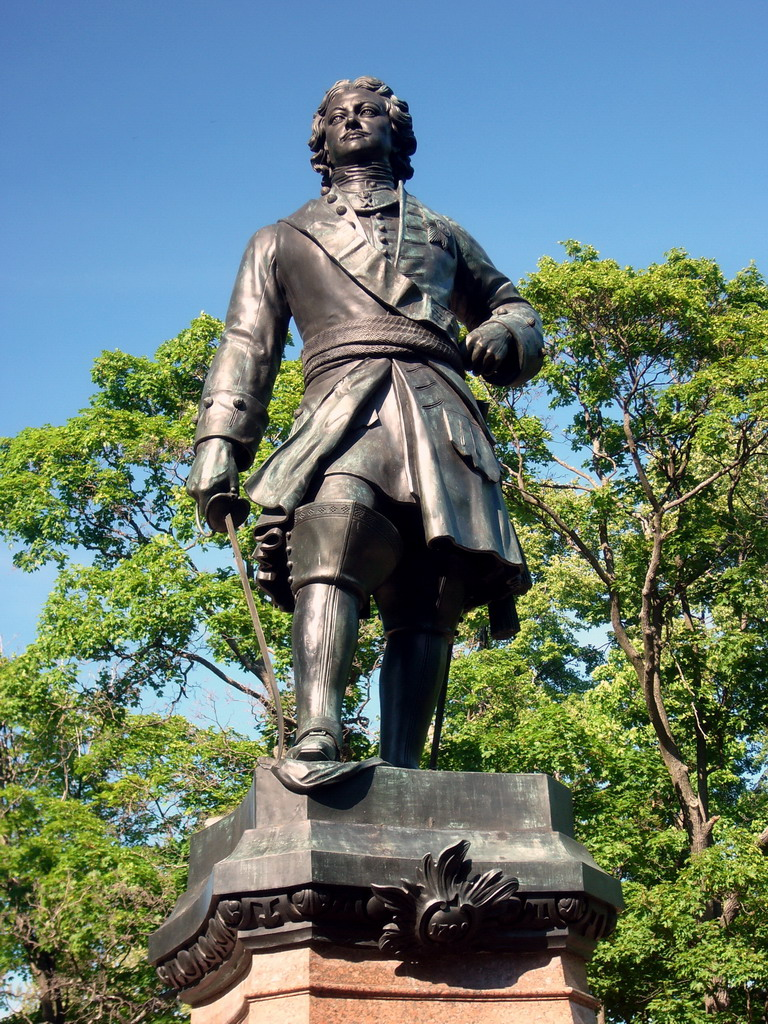
Monument a Pere el Gran, fundador de Kronstadt

Kronstadt va ser fundada pel tsar Pere el gran de Rússia qui obtingué l'illa de Kotlin dels suecs el 1703. El besavi de Puixkin, Abram Petróvitx Ganníbal, en supervisà la construcció. Les primeres fortificacions van ser inaugurades el 18 de maig de 1704.
Les fortificacions de Kronstadt es van construir molt ràpidament superant les dificultats que es presenten pel fet que el Golf de Finlàndia es glaça completament durant els hiverns.
Kronstadt va ser refortificada al segle xix.
Durant els aldarulls de la Revolució de febrer, de 1917 els mariners de Petrograd s'uniren a la revolució i executaren els seus oficials i durant la Guerra Civil Russa aquests mariners estaren al costat de l'Exèrcit Roig fins a 1921 quan es rebel·laren contra el govern dels bolxevics (Revolta de Kronstadt).

## Arquitectura
El monument més destacat és la gran Catedral Naval, construïda entre 1908 i 1913, que representa l'apogeu de l'arquitectura neobizantina russa. L'antiga Catedral de Sant Andreu, que datava de 1817 va ser destruïda pel govern comunista el 1932.

## Fills il·lustres
- Nikolai Gumiliov (1886-1921), escriptor.
- Piotr Leonídovitx Kapitsa (1894 - 1984) físic, Premi Nobel de Física de l'any 1978.
- Aleksandr Gómelski (1928-2005), entrenador de bàsquet.